# Nirmala Joshi
Nirmala Joshi (Ranchi, 23 luglio 1934 – Calcutta, 23 giugno 2015) è stata una religiosa indiana, che succedette a Madre Teresa di Calcutta alla guida delle Missionarie della Carità, espandendo il movimento oltremare.

## Biografia

### Origini
Joshi, nata Kusum, nacque nel luglio 1934 in una famiglia di bramini, maggiore di sette figli, a Ranchi, nella provincia di Bihar e Orissa nell'India britannica (futura capitale dello stato indiano di Jharkhand). I suoi genitori erano originari del Nepal e suo padre fu un ufficiale del British Indian Army fino all'indipendenza nazionale del 1947.

### Formazione e ministero
Nonostante la sua famiglia fosse induista, fu istruita da missionarie cristiane carmelitane ad Hazaribag. In questo frangente, venne a conoscenza dell'operato di Madre Teresa e decise di dare il proprio contributo. Si convertì quindi al cattolicesimo e all'età di diciassette anni si unì alle Missionarie della Carità fondate da Madre Teresa. Joshi si laureò in Scienze politiche e ottenne un dottorato in Giurisprudenza all'Università di Calcutta. Si trasferì a Panama, divenendo una delle prime consorelle dell'istituto a guidare una missione straniera. Nel 1976 Joshi inaugurò il ramo contemplativo delle Missionarie, rimanendo alla sua guida fino al 1997, quando sarebbe stata eletta per succedere a Madre Teresa come Superiora generale dell'istituto.
Sotto la sua egida il raggio d'azione della congregazione si espanse ulteriormente, in particolare con l'apertura di nuovi centri in Afghanistan, Israele e Thailandia.
Il suo mandato come superiora scadde il 25 marzo 2009 e le successe la tedesca Mary Prema Pierick.

### Morte
Joshi morì nel giugno 2015 a Kolkata (Calcutta) a causa di una malattia cardiaca. Molti leader indiani espressero pubblicamente le loro condoglianze, tra i quali il primo ministro Narendra Modi e la Chief Minister del Bengala Occidentale Mamata Banerjee.

## Premi e riconoscimenti
Il governo indiano le conferì il Padma Vibhushan, la seconda più alta onirificenza civile del Paese, durante la Festa della Repubblica (26 gennaio) del 2009 per i suoi servigi alla nazione.